# Cyperus rehmii
Cyperus rehmii là loài thực vật có hoa trong họ Cói. Loài này được Merxm. mô tả khoa học đầu tiên năm 1951.